# الجيش الوطني الثوري

علم جيش الوطن الثورة.

(بالصينية 國民革命軍، بالإنجليزية National Revolutionary Army)
جَيش الكومينتانغ(ترجمة:حزب الوطن الشعب).
الكومينتانغ هو الحزب الحاكم الذي ترأس سدة الحكم في جمهورية الصين.

## الحروب الكبرى لجيش الوطني الثوري
1927 إلى 1937 : الحرب الاهليه الصينية ضد قوات من حزب شيوعي الصينية
1929 : الحرب ضد الاتحاد السوفيتي
1931 إلى 1945 : الحرب العالمية الثانية ضد اليابان الامبرياليه
1934 : الحرب ضد الاتحاد السوفيتي
1931 إلى 1949 حروب تركستان الشرقية
1945 إلى 1950 : الحرب الاهليه الصينية ضد قوات من حزب شيوعي الصينية

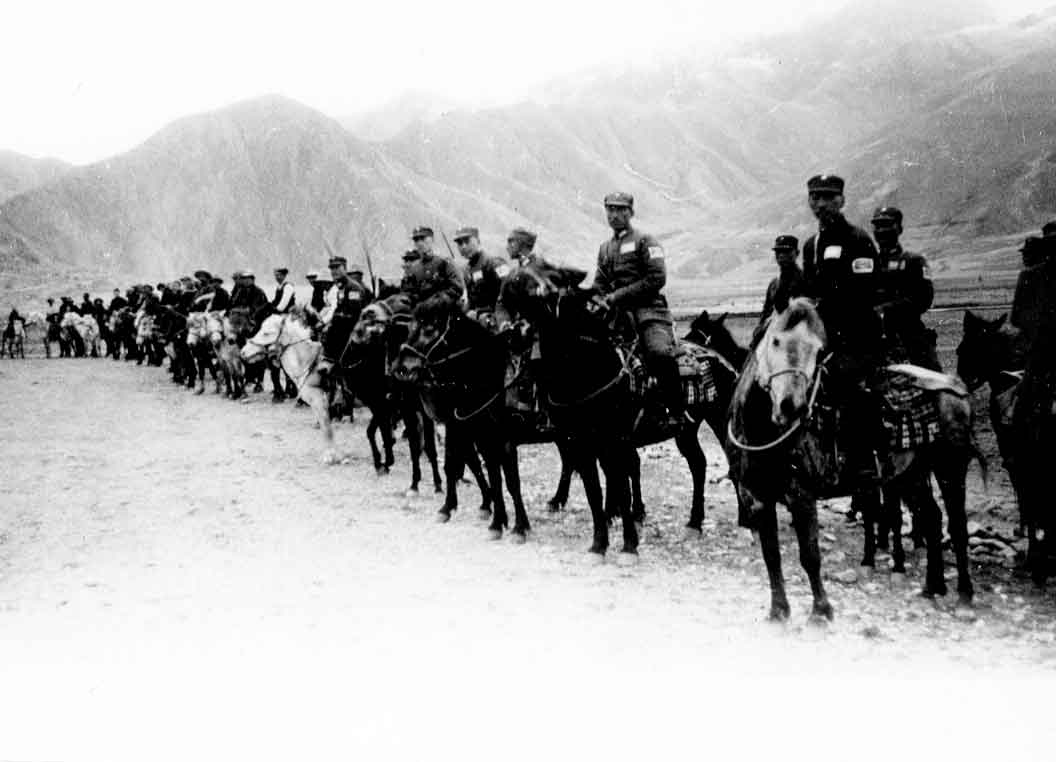
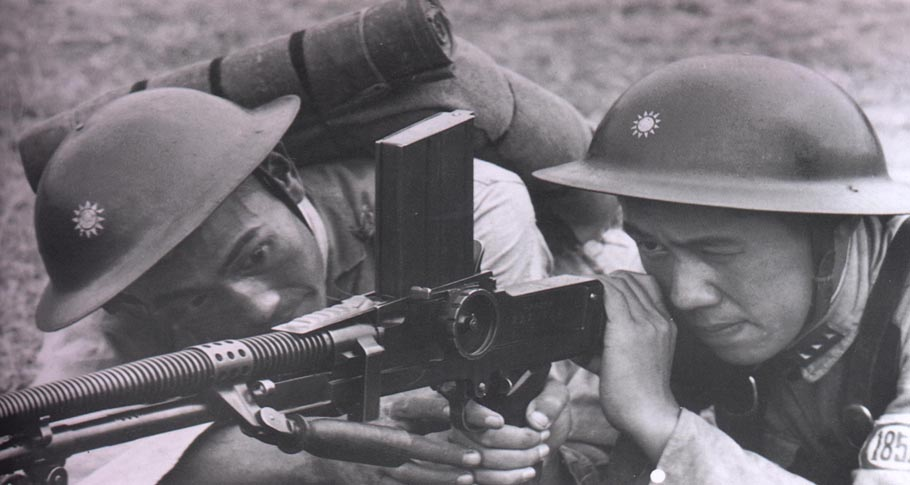
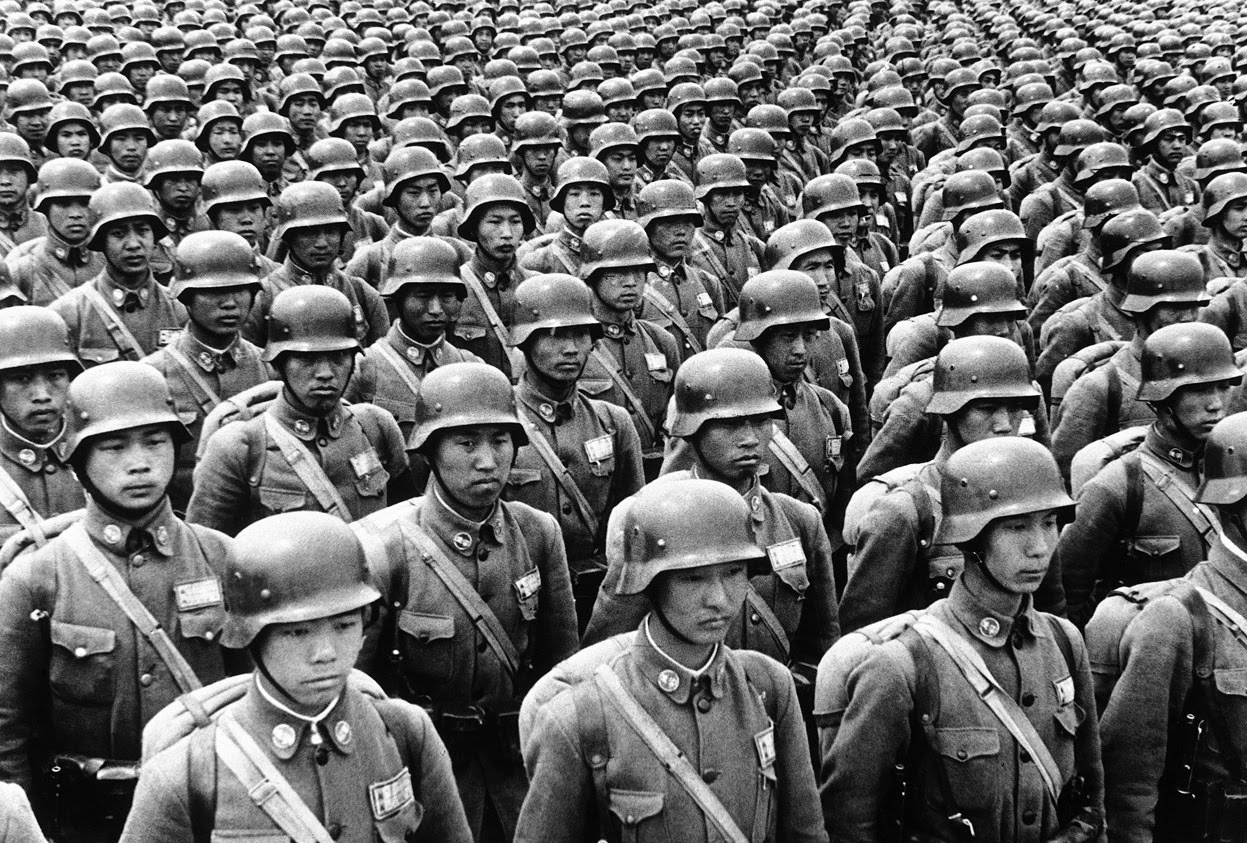